# Guardia ai fuochi
La guardia ai fuochi è uno degli addetti al servizio antincendio nei porti italiani.

## Servizio
La Legge 13 maggio 1940, n.690 in materia di "Organizzazione e funzionamento del Servizio antincendio nei porti",  successivamente modificata ed integrata dalla Legge 27 dicembre 1973, n.850 "Aumento degli organici del Corpo nazionale dei vigili del fuoco", art. 20, disciplina il servizio integrativo antincendio nei porti.
Il servizio è gestito da personale civile, in prevalenza inquadrato in compagnie private di vario genere.
Parallelamente alle società suddette esiste anche il Corpo Nazionale Guardia ai Fuochi, realtà definita come un'O.D.V./E.T.S. (Organizzazione di Volontariato/Ente Terzo Settore) in base alle disposizioni del D.Lgs. n.117 del 3 luglio 2017, legato alla Protezione Civile, Ausiliario di Marina in base alle citate Leggi 690/40 e 850/73, che, tramite la sua Direzione Nazionale (l'ente direttivo del corpo), i reparti e distaccamenti operativi presenti in varie regioni italiane, ha tanto lo scopo di offrire servizi antincendio, quanto quello di fungere da ente morale del patrimonio di valori etici e storici dell'organizzazione.
Gli operatori possono essere ex-ausiliari dei vigili del fuoco, militari congedati dalla Marina Militare o dal Corpo delle Capitanerie di Porto - Guardia Costiera o marittimi della Marina Mercantile qualificati da appositi corsi antincendio.
Tutte queste realtà, per poter operare, devono essere autorizzate preventivamente  dalla Capitaneria di Porto locale di concerto con il Comando Provinciale dei Vigili del Fuoco, previo superamento di un esame.
Diverse realtà del settore utilizzano un sistema gerarchico analogo a quello della Marina, per ragioni di aderenza all'origine storica tipicamente marittima, e di immediato raffronto con Enti ed Amministrazioni con cui si trovino ad operare.

## Mansioni
Le mansioni delle guardie ai fuochi prevedono la sorveglianza e la prevenzione incendio sui pontili e banchine dove operano navi cisterna, sulle navi che trasportano merci pericolose, su navi dove si effettuano lavori a fiamma e nei cantieri navali.
È prevista la sorveglianza e la prevenzione incendio anche fuori dall'ambito portuale su autorizzazione del Comando provinciale dei vigili del fuoco dove si svolge il servizio, in particolare su elisuperfici e piccoli aeroporti con apposita abilitazione.
Particolari mansioni sono previste per la gestione dei liquidi e/o prodotti infiammabili in particolare le guardie devono essere in grado di eseguire l'attacco e stacco delle manichette per la movimentazione di liquidi infiammabili, la sorveglianza delle linee durante trasferimenti, l'impiego delle pompe per l'estinzione di incendio e per i flussaggi nonché lo smontaggio delle linee antincendio.
In caso di incendio la guardia ai fuochi dopo aver dato l'allarme deve essere in grado di effettuare il primo intervento ed eventualmente non fosse sufficiente, avvisare la capitaneria di porto ed essere in grado di collaborare con le squadre antincendio dello stabilimento, della nave e dei vigili del fuoco.
È prevista, inoltre, la sorveglianza antinquinamento ambientale e la manutenzione di mezzi e cose aziendali.

## Gerarchia ed inquadramento
Attualmente non si ha una reale uniformità a livello di inquadramento e gerarchia, ma in linea generale ci si rifà a quella della Marina.
Diverse realtà del settore utilizzano un sistema gerarchico analogo a quello della Marina, per ragioni di aderenza all'origine storica tipicamente marittima, e di immediato raffronto con Enti ed Amministrazioni con cui si trovino ad operare.

## Uniforme
L'uniforme di servizio usata dalle guardie ai fuochi è costituita da una tuta che abbia le caratteristiche previste per il servizio antincendio, dotata di tutti i fregi e mostreggiature che identifichino senza possibili dubbi l'operatore come appartenente alle guardie ai fuochi, e dai dispositivi personali, equipaggiamenti e protezioni adeguati.
In uso presso alcune realtà del settore è anche un'uniforme ordinaria, analoga a quella della Marina, per eventuali servizi di rappresentanza.

## Simbologia
Il simbolo distintivo delle guardie ai fuochi è costituito da due ancore incrociate, sormontate da una granata fiammata, ad evidenziare tanto l'appartenenza al contesto marittimo, quanto il compito relativo alla gestione del fuoco.

## Storia
Della “Guardia del Fuoco” si ha traccia attraverso un decreto del 1334 che ne descrive l'obiettivo di combattere il fuoco.
È intuitiva la difficoltà di individuare la nascita del mestiere della Guardia del Fuoco che probabilmente coincide con i primi approcci che l'uomo ha avuto con il mare.
Le prime navi, infatti, erano di legno e il fuoco, pur rappresentando un serio pericolo, non poteva certo mancare a bordo.
Nascono così figure in grado di controllarlo sia nell'ordinario (controllando che non si spegnesse) sia nel circoscriverlo in caso di incendio.
Oltre al lavoro in nave, esisteva anche un lavoro a terra del guardiafuoco che, con fuochi terrestri, indicava alle navi, come un moderno faro, la via del ritorno.